# Taulis
Taulis is een gemeente in het Franse departement Pyrénées-Orientales (regio Occitanie) en telt 50 inwoners (2009). De plaats maakt deel uit van het arrondissement Céret.

## Geografie
De oppervlakte van Taulis bedraagt 6,0 km², de bevolkingsdichtheid is dus 8,3 inwoners per km².

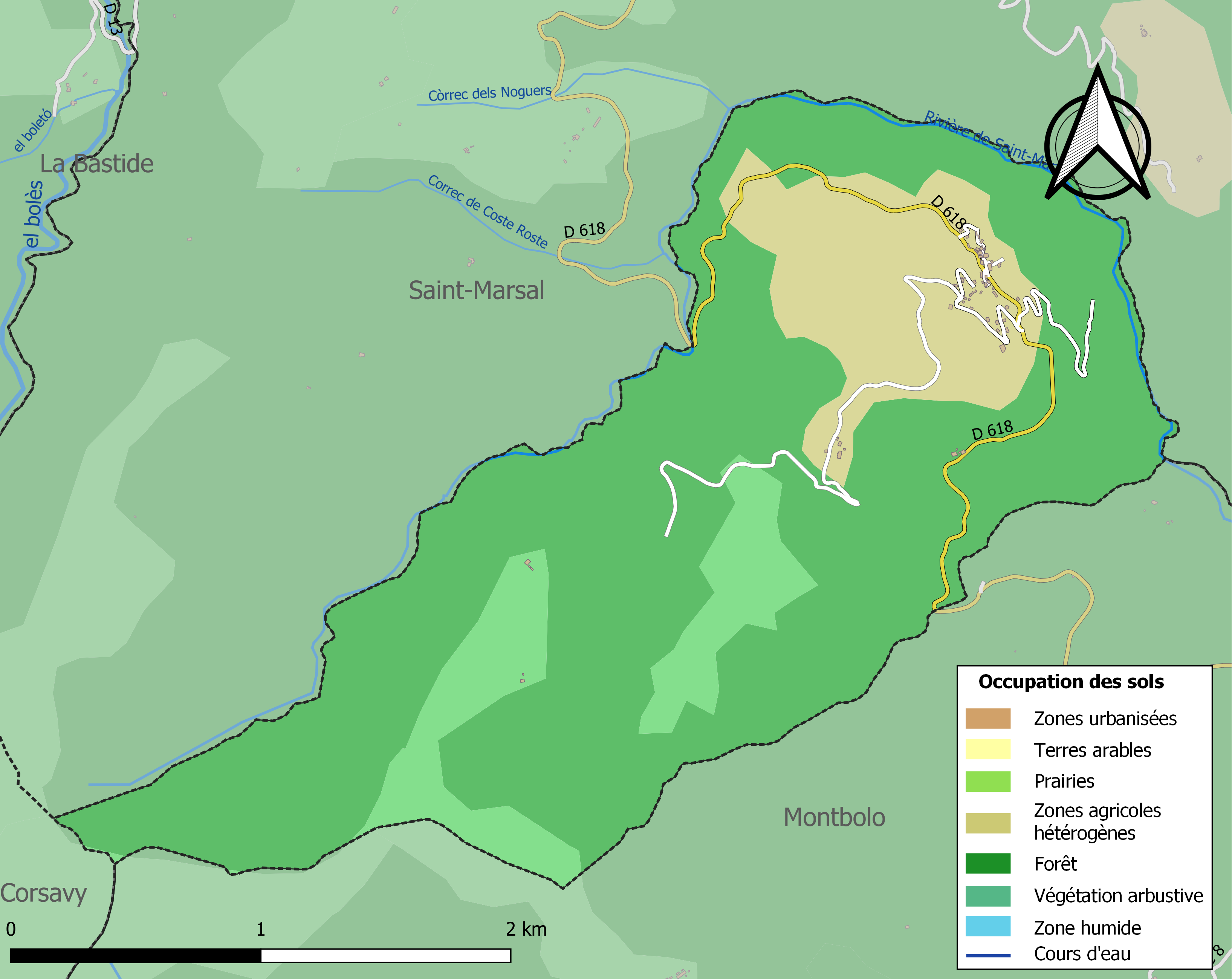
Kaart van de gemeente met de belangrijkste infrastructuur, bodemgebruik en omliggende gemeenten

## Demografie
Onderstaande figuur toont het verloop van het inwonertal (bron: INSEE-tellingen).